# Demilich
Demilich je finská deathmetalová hudební skupina založená v roce 1990 ve městě Kuopio. Hraje technický death metal a libuje si v užívání dlouhých názvů skladeb.
První demo Regurgitation of Blood vyšlo v roce 1991. Debutní studiové album Nespithe vyšlo v roce 1993 a upoutalo neortodoxním chropotem zpěváka Antti Bomana.

## Diskografie

### Dema
- Regurgitation of Blood (1991)
- The Four Instructive Tales ...of Decomposition (1991)
- ...Somewhere Inside the Bowels of Endlessness... (1992)
- The Echo (1992)

### Studiová alba
- Nespithe (1993)

### Kompilace
- 20th Adversary of Emptiness (2014)